# 조이 데디오
조이 데디오(Joey Dedio, 1963년 9월 11일 ~ )는 미국의 배우, 성우, 각본가, 영화 제작자이다.
푸에르토리코와 이탈리아 혈통이다. 뉴욕에서 태어났다.

## 영화
- 36 세인트 (2013년) - 케인 역
- 티오 파피 (2013년) - 레이 레이 역
- 42일간의 기적 (2011년) - 치코 역
- 더 프로비던스 이펙트 (2009년)
- 다운타운: 어 스트리트 테일 (2004년)
- 굿 나잇 투 다이 (2003년)
- 브리짓 (2002년)
- 밤 더 시스템 (2002년) - 하저 역
- 퀴니 인 러브 (2001년)
- 트릭 (1999년)
- 더 라스트 그레이트 라이드 (1999년)
- 도시의 선율 (1999년)
- 타임록 (1996년)
- 스톤웰 (1995년)
- 흔들리는 영웅 (1992년)
- 캡틴 플레니트 (1990년)